# Uwe Westendorf
Uwe Westendorf (* 1. April 1966 in Kleinmachnow) ist ein ehemaliger deutscher Freistilringer, der 1987 zweimal international sowie 1988 bei den Olympischen Spielen für die DDR antrat. Er rang bei der SG Dynamo Luckenwalde bzw. beim 1. Luckenwalder SC und wurde einmal DDR-Meister.

## Erfolge
- 1987, 5. Platz, EM in Weliko Tarnowo, Bulgarien, FS, bis 74 kg, hinter Adlan Warajew, UdSSR, Pekka Rauhala, Finnland, Fevzi Şeker, Türkei und Kamen Weselinow, Bulgarien
- 1987, 3. Platz, WM in Clermont-Ferrand, FS, bis 74 kg, hinter Warajew und David Schultz, USA
- 1988, 8. Platz, Olympische Spiele in Seoul, FS, Weltergewicht (bis 74 kg)